# Нодзаваонсен
Нодзаваонсен (яп. 野沢温泉村 Нодзаваонсэн-мура) — село в Японии, находящееся в уезде Симотакаи префектуры Нагано. Площадь села составляет 57,95 км², население — 3607 человек (1 августа 2014), плотность населения — 62,24 чел./км².

## Географическое положение
Село расположено на острове Хонсю в префектуре Нагано региона Тюбу. С ним граничат город Иияма и сёла Кидзимадаира, Сакаэ.

## Население
Население села составляет 3607 человек (1 августа 2014), а плотность — 62,24 чел./км². Изменение численности населения с 1980 по 2005 годы:
| 1980 | 4966 чел. |  |
| 1985 | 4884 чел. |  |
| 1990 | 4816 чел. |  |
| 1995 | 4828 чел. |  |
| 2000 | 4610 чел. |  |
| 2005 | 4259 чел. |  |

## Символика
Деревом села считается Fagus crenata, цветком — репа.